# Cryphoeca brignolii
Cryphoeca brignolii là một loài nhện trong họ Hahniidae.
Loài này thuộc chi Cryphoeca. Cryphoeca brignolii được Konrad Thaler miêu tả năm 1980.